# Slippin' and Slidin'
"Slippin' and Slidin'" er en R&B/rock'n'roll-sang lanceret af Little Richard i marts 1956. Som sangens ophavsmænd er krediteret Edwin Bocage (Eddie Bo), Al Collins, James Smith og Richard Penniman (Little Richard). Sangen stammer fra Little Richards gyldne periode og er blevet en standard-rock'n'roll-sang.
Al Collins indspillede først "Slippin' and Slidin'" under titlen "I Got the Blues for You", hvorpå Eddie Bo udsendte den på plademærket Apollo under titlen "I'm Wise" i 1956. Little Richard justerede i sangen og udgav den samme år. Den findes på hans første album, Here's Little Richard, og som B-side til "Long Tall Sally".
Tilbage i 1950 havde Maxwell Davies skrevet en sang med samme titel, som var indspillet i flere versioner, blandt andet af Calvin Boze and His All Stars, som udsendte den i 1951.

## Indspilning
"Slippin' and Slidin'" blev indspillet i New Orleans den 7. februar 1956 og var produceret af Robert Blackwell. Medvirkende musikere var:
- Little Richard: Sang, klaver
- Lee Allen: Tenorsax[2]
- Alvin "Red" Tyler: Barytonsax[2]
- Frank Fields: Bas
- Earl Palmer: Trommer[2]
- Edgar Blanchard: Guitar

## Andre versioner
"Slippin' and Slidin'" er indspillet og udgivet af en række andre kunstnere, blandt andre:
- Dickie Pride (1959)
- The Rivingtons (1962, på albummet Doin' the Bird)
- Gene Vincent (1964, på albummet Shakin' Up a Storm)
- Buddy Holly (på det posthume album Reminiscing)
- The Everly Brothers (1965, på albummet Rock'n'Soul)
- Otis Redding (indspillet 1967, udgivet posthumt i 1970 på Tell the Truth)
- Johnny Winter (1969, på albummet Second Winter)
- Billy "Crash" Craddock (1973, på albummet Mr. Country Rock)
- John Lennon (1975, på albummet Rock 'n' Roll)
- Maureen Tucker (1982, på albummet Playin' Possum)
- Billy Preston (2006, på albummet Slippin' and Slidin')